# مدزانو
مدزانو (به ایتالیایی: Medesano) یک کومونه در ایتالیا است که در استان پارما واقع شده‌است.

## خصوصیات
مدزانو ۸۸٫۸ کیلومترمربع مساحت و ۱۰٬۲۲۱ نفر جمعیت دارد.